# Ounasjoki
Ounas (fiń. Ounasjoki, lap. Ovnnesjohka) – rzeka w północnej Finlandii, najdłuższy dopływ Kemijoki (prawy). Długość – 340 km. Wypływa z jeziora Ounasjärvi, uchodzi do Kemijoki w Rovaniemi.